# Özvegy guvat
Az özvegy guvat (Pardirallus nigricans) a madarak osztályának darualakúak (Gruiformes) rendjébe és a guvatfélék (Rallidae) családjába tartozó faj.

## Rendszerezése
A fajt Louis Pierre Vieillot francia ornitológus írta le 1819-ben, a Rallus nembe Rallus nigricans néven. Sorolták az Ortygonax nembe Ortygonax nigricans néven is.

## Alfajai
- Pardirallus nigricans caucae (Conover, 1949) - Kolumbia délnyugati része
- Pardirallus nigricans nigricans (Vieillot, 1819) - Ecuador keleti része, Peru, Brazília keleti része, Bolívia, Paraguay és Argentína északkeleti része[2]

## Előfordulása
Argentína, Bolívia, Brazília, Ecuador, Kolumbia, Paraguay, Peru és Venezuela területén honos.
Természetes élőhelyei az édesvízi mocsarak, lápok és tavak. Állandó, nem vonuló faj.

## Megjelenése
Testhossza 29 centiméter.

## Természetvédelmi helyzete
Az elterjedési területe rendkívül nagy, egyedszáma 6700-67000 példány közötti lehet és még nem ad okot aggodalomra. A Természetvédelmi Világszövetség Vörös listáján nem fenyegetett fajként szerepel.